# Anna von Fulach

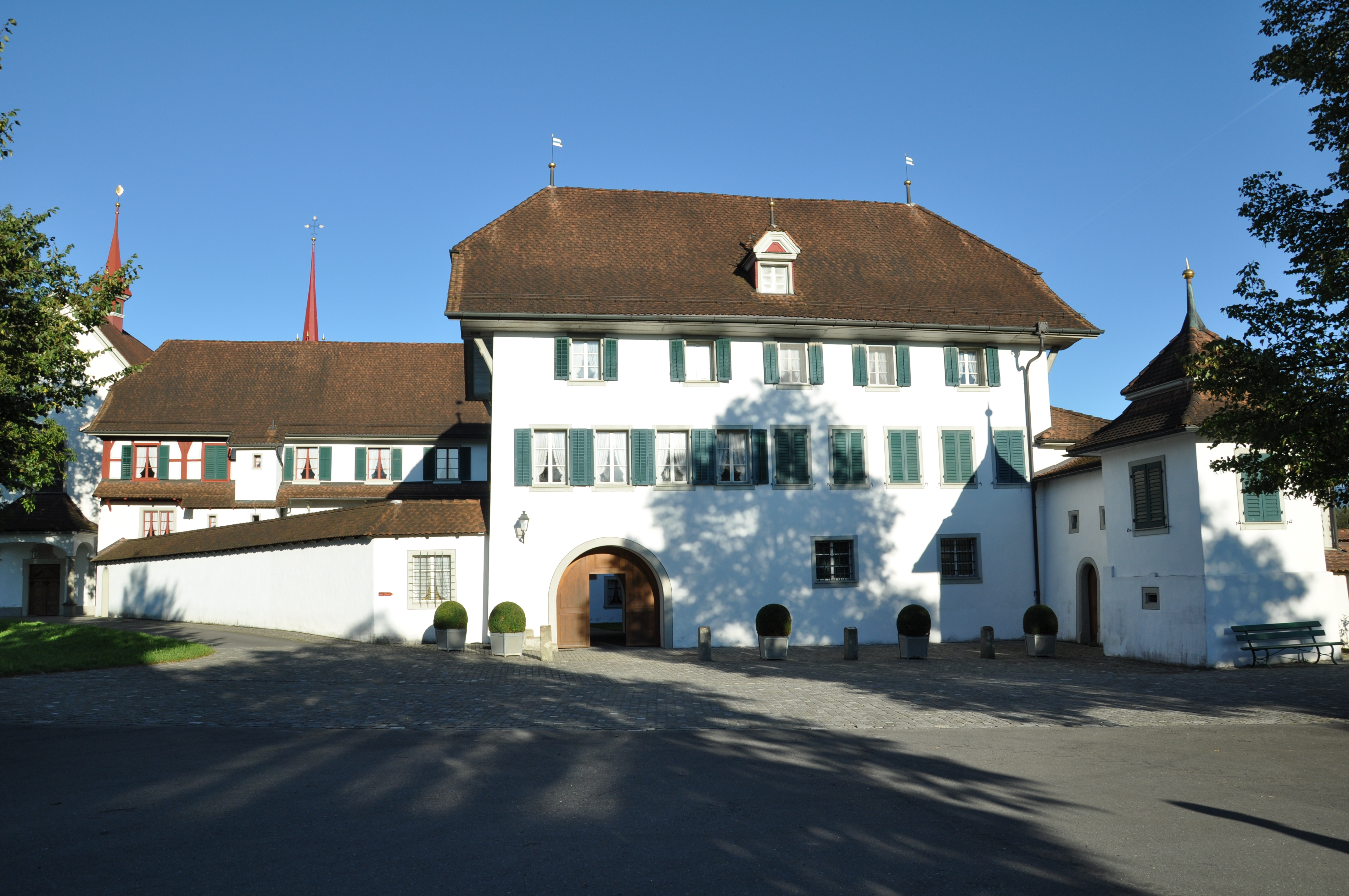
Kloster Frauenthal, 2011

Anna von Fulach († 7. Februar 1566 in Cham) war eine Dominikanerin und Äbtissin der Zisterzienserinnenabtei Frauenthal.
Anna von Fulach entstammte altem Schaffhauser Adel und gehörte dem Konvent des Klosters Diessenhofen an. Ihr Bruder Wilhelm war Ratsherr und Seckelmeister in Schaffhausen. Der Zuger Stadtrat setzte von Fulach 1552 als Äbtissin des Klosters Frauenthal ein, das unter städtischer Vogtei stand. Im Zuge der Reformation war es 1526/1527 aufgegeben worden. Es gelang ihr, bis zu ihrem Tod das Klosterleben zu erneuern und die prekären Finanzen des Klosters zu verbessern. Von Fulach konnte offene Streitfragen um Zinsen und um die Fischenz in der Lorze beilegen. Am Kloster liess sie erste Umbauten vornehmen.
Es besteht Unklarheit, ob von Fulach bei der Übernahme der Abtei Frauenthal ihr Ordenskleid gewechselt hat.

## Belege
1. 1 2  Frauenthal. Anna von Fulach, 1552–1566. In: Helvetia Sacra, III/3. S. 720.
2. ↑  Renato Morosoli: Anna von Fulach. In: Historisches Lexikon der Schweiz.  15. April 2005.

| Personendaten    | Personendaten                |
| ---------------- | ---------------------------- |
| NAME             | Fulach, Anna von             |
| KURZBESCHREIBUNG | eidgenössische Äbtissin      |
| GEBURTSDATUM     | 16. Jahrhundert              |
| STERBEDATUM      | 7. Februar 1566              |
| STERBEORT        | Cham, Alte Eidgenossenschaft |